# Fo Kuang San
A Fo Kuang San (kínai: 佛光山, Buddha Fénylő Hegye) nemzetközi kínai buddhista új vallási mozgalom, amelynek központja Tajvanon van Kaohsziung városban. Ez a sziget legnagyobb buddhista kolostora. A Fo Kuang San szintén Tajvan egyik legnagyobb szervezete. Saját magukat úgy is nevezik, hogy Nemzetközi Buddhista Fejlődés Társaság.
A humanista buddhista mozgalmat Hszing Jün indította 1967-ben. Az alapító szerint a Fo Kuang San mind a nyolc kínai buddhista iskola egyvelegét alkotja, a csant is beleértve. Tajvanban Hszing Jünt a négy mennyei buddhista király közé sorolják, és a Fo Kuang San a négy nagy hegy egyikét jelöli (a másik három a  Dharma dob hegy, a Cu Csi és a Csung Taj San.